# Апостольский нунций в Белизе
Апостольский нунций в Королевстве Белиз — дипломатический представитель Святого Престола в Белизе. Данный дипломатический пост занимает церковно-дипломатический представитель Ватикана в ранге посла. Апостольская нунциатура в Белизе была учреждена на постоянной основе 9 марта 1983 года.
В настоящее время Апостольским нунцием в Белизе является архиепископ Сантьяго Де Вит Гусман, назначенный Папой Франциском 30 июля 2022 года.

## История
Апостольская нунциатура в Белизе была учреждена на постоянной основе 9 марта 1983 года, бреве «Patet Ecclesiam» папы римского Иоанна Павла II. Однако апостольский нунций не имеет официальной резиденции в Белизе, в его столице Бельмопане и является апостольским нунцием по совместительству, эпизодически навещая страну. Резиденцией апостольского нунция в Белизе является Сан-Сальвадор — столица Сальвадора.

## Апостольские нунции в Белизе
- Поль Фуад Табет — (11 февраля — 8 сентября 1984 — назначен апостольским про-нунцием в Нигерии);
- Мануэл Монтейру де Каштру — (16 февраля 1985 — 21 августа 1990 — назначен апостольским нунцием в Сальвадоре и Гондурасе);
- Эудженио Сбарбаро — (7 февраля 1991 — 1998);
- Джачинто Берлоко — (5 мая 1998 — 24 февраля 2005 — назначен апостольским нунцием в Венесуэле);
- Луиджи Пеццуто — (7 мая 2005 — 17 ноября 2012 — назначен апостольским нунцием в Боснии и Герцеговине);
- Леон Каленга Бадикебеле — (13 апреля 2013 — 17 марта 2018 — назначен апостольским нунцием в Аргентине);
- Фортунатус Нвачукву — (4 ноября 2017 — 17 декабря 2021 — назначен постоянным наблюдателем Святого Престола при отделении ООН и специализированных учреждений ООН в Женеве);
- Сантьяго Де Вит Гусман — (30 июля 2022 — по настоящее время).